# Lamel·lòfon

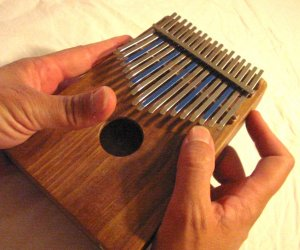
Kalimba de Hugh Tracey

Un lamel·lòfon (també lamel·làfon o linguafon, aquesta darrera amb l'arrel llatina lingua, "llengua") és una família d'instruments formada per instruments amb llengüetes vibratòries subjectes per un extrem.
El nom ve de la paraula llatina "lamella" per "plat" i l'arrel grega "phonos" per "so". El nom deriva de la manera com el so és produït: l'instrument té una sèrie de plats prims, o "llengües", cada un dels quals es troba fixat a un extrem i té l'altre extrem lliure. La música es produeix per vibració al oprimir i després d'alliberar l'extrem lliure del plat.
Els lamel·lòfons constitueixen la categoria 12 al sistema Hornbostel-Sachs de classificació d'instruments musicals.

## Lamel·lòfons africans

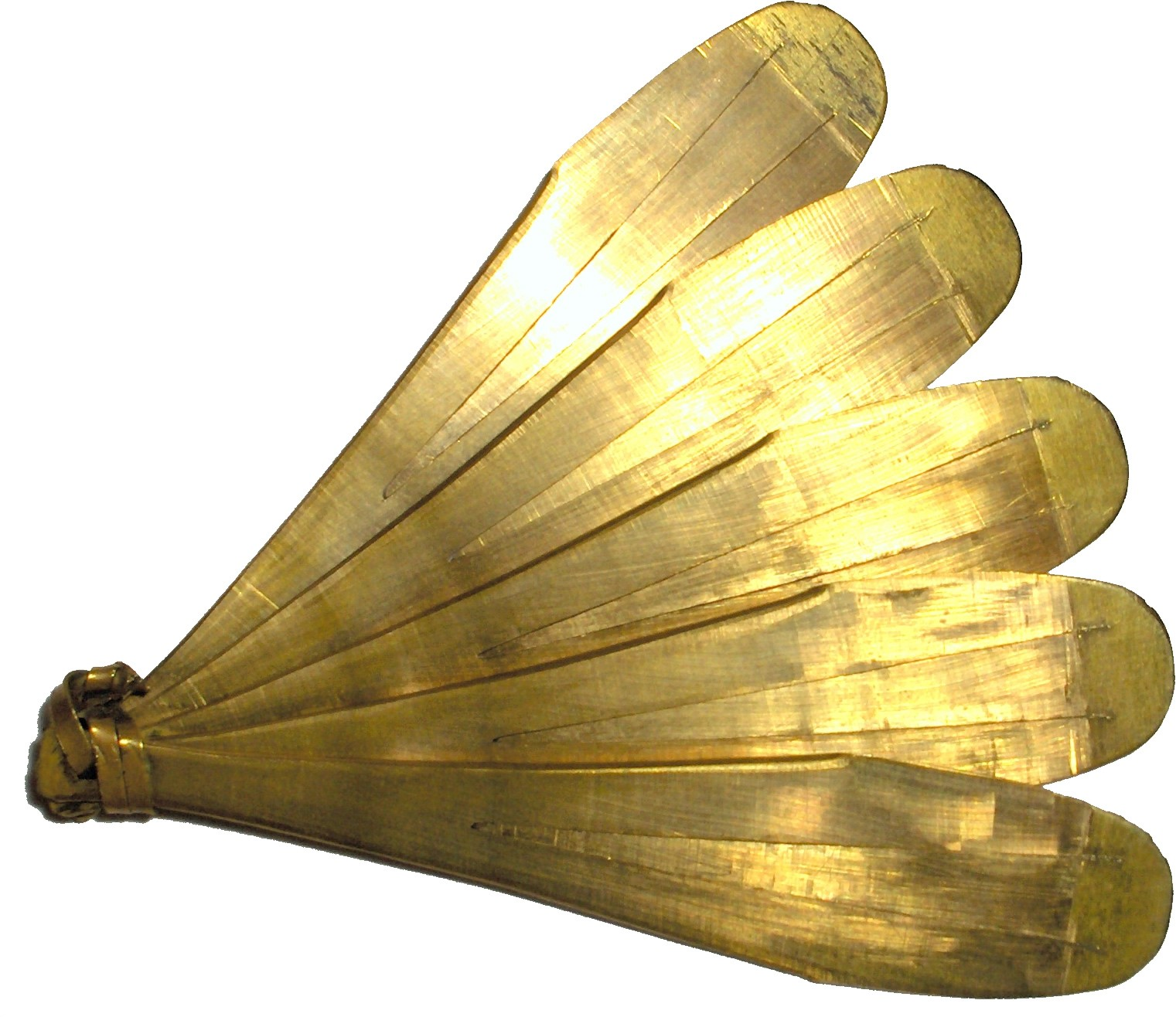
Un Kouxian, es toca fent vibrar les llengüetes en front de la boca. La cavitat bucal actua de caixa de ressonància.

Un gran nombre de lamel·lòfons són originaris d'Àfrica, on se'ls coneix amb noms diferents, com ara mbira, sanza o sansa, kisanji, likembe, kalimba (mbira), i kongoma, pertanyents a la música africana del sud-est. Se sap de la seva existència des del segle xvi, però sens dubte la seva història és molt més llarga. L'instrument del Carib marímbula pertany també a aquesta família. La marímbula pot ser considerada com una variant del mbira, i és de vegades emprada a la música hiphop.
Les llengüetes poden ser disposades a la manera d'un piano i poden ser prou petites com per ser tocades individualment cadascuna amb un dit, d'on ve el nom col·loquial de "piano de polze". Alguns instruments, com el mbira, tenen unes files addicionals de llengüetes.
S'ha conjecturat que els lamel·lòfons africans deriven de xilòfons i marimbes. Tanmateix, instruments similars han estat trobats en molts llocs, per exemple, a pobles indígenes de Sibèria, on toquen instruments de fusta amb una única llengüeta.
Els lamel·lòfons poden tenir o no ressonadors. També existeixen lamel·lòfons electrònics.

## Classificació de Schaeffner
L'esquema de classificació d'instruments musicals de Schaeffner té un lloc prominent pel linguafons (lamel·lòfons), al segon nivell més alt de classificació.
El 1932 Andre Schaeffner va desenvolupar un esquema de classificació nou que era "exhaustiu, cobrint potencialment tots els instruments reals i concebibles" [Kartomi, p. 176].
El sistema de Schaeffner conté només dues categories de nivell superior, denotades amb nombres romans (Schaeffner, A.: Origine des Instruments de musique, pp. 371–377):
- I: instruments que fan so mitjançant la vibració de peces sòlides;
  - IA - Sòlids no susceptibles de tensió (equivalent a una part gran dels idiòfons de Hornbostel & Sachs);
  - IB - Sòlids flexibles (equivalent als més importants linguafons);
  - IC - Sòlids tensionables (equivalent a ambdós membranòfons i cordòfons);
- II: instruments que fan so per la vibració de l'aire (aeròfons).